# Пуэбла (футбольный клуб)
«Пуэ́бла» (исп. Puebla Fútbol Club) — мексиканский футбольный клуб из города Пуэбла-де-Сарагоса, штата Пуэбла. Клуб выступает в высшем дивизионе чемпионата Мексики.

## История
Футбольные команды под разными названиями существовали в Пуэбле с конца XIX века, но современный клуб был официально образован 7 мая 1944 года.
У клуба отчётливо прослеживаются два «золотых» периода — в 1940-е годы «Пуэбла» выиграла одно серебро, две бронзы чемпионата Мексики и Кубок Мексики, а в 1980-е годы — два чемпионата Мексики, два Кубка Мексики и Кубок чемпионов КОНКАКАФ. Победа как в чемпионате Мексики сезона 1989/90, так и в Кубке Мексики 1990, дала «Пуэбле» право называть это достижение «кампеонисимо». В 1990-е — 2000-е годы команда периодически опускалась во вторую по уровню лигу Мексики, но затем возвращалась.

## Достижения
- Чемпион Мексики (2): 1982/83, 1989/90
- Вице-чемпион Мексики (2): 1944/45, 1991/92
- Победитель Второго дивизиона Мексики (2): Апертура 2005, Апертура 2006
- Обладатель Кубка Мексики (5): 1945, 1953, 1988, 1990, Клаусура 2015
- Финалист Кубка Мексики (3): 1951/52, 1971/72, Апертура 2014
- Обладатель трофея Чемпион чемпионов Мексики (1): 1990
- Обладатель Суперкубка Мексики (1): 2015
- Обладатель Кубка чемпионов КОНКАКАФ (1): 1991